# Georg Leuchs
Georg Leuchs (Norimberga, 28 dicembre 1876 – Monaco di Baviera, 30 gennaio 1944) è stato un naturalista, medico e alpinista tedesco, studiò medicina a Monaco di Baviera e conseguì il dottorato all'età di 25 anni. Svolse un ruolo nella vita del club alpino. All'età di 19 anni si iscrisse all'Associazione Alpina Accademica di Monaco di Baviera e nel 1907 entrò a far parte della sezione del Club Alpino di Monaco. Primo presidente dal 1921 al 1941. Leader e sostenitore della squadra giovanile fondata nel 1933, scalò vette in Inghilterra, Norvegia, sui monti del Sinai e soprattutto nel Caucaso, dove nel 1903 il triumvirato alpino Ludwig Distel, Georg Leuchs e Hans Pfann attirò l'attenzione del mondo alpinistico con le sue imprese alpinistiche, in particolare la traversata dell'Ushba. Fu autore dell'esemplare "Guida ai monti del Kaiser.

## Biografia
Originario di Norimberga ma residente a Monaco di Baviera, fu il più importante esploratore dei monti del Kaiser del suo tempo e ne diventò il massimo esperto. Leuchs nacque il 28 dicembre 1876 a Norimberga. Nel 1901 conseguì il dottorato in medicina. Fu affascinato nella sua vita sportiva dai monti del Kaiser, nei quale si addentrò per la prima volta nel 1896. Ben presto si rese conto che lì c'era ancora molto nuovo territorio da scoprire. Dal 1895 al 1901 effettuò non meno di 392 scalate, tra cui 45 prime ascensioni Tra queste effettuò le prime ascensioni del Gamshalt attraverso la parete est e la cresta nord, la Kleine Halt dall'Hohen Winkel e attraverso la parete est, la parete sud dell'Ackerl, l'Elmauer Halt attraverso la Kopftörlgrat, la parete sud del Sonneck, la parete est del Predigtstuhl, la parete est del Totenkirchl, la parete ovest del Fleischbank e il Regalpturm. Scrisse una guida sui monti del Kaiser, che servì da guida per diverse generazioni di alpinisti.
Ottenne anche insoliti successi alpinistici tra il 1901 e lo scoppio della guerra nel 1914-1918. In questo periodo effettuò circa 500 spedizioni in montagna nei gruppi delle Alpi calcaree settentrionali e meridionali, in particolare alle Dolomiti, alle Alpi centrali, all'Oberland Bernese, al Vallese e al gruppo del Monte Bianco. Nelle Dolomiti riuscì, tra l'altro, nella prima salita della Piccola Fermeda attraverso le pareti sud ed est e del Cimone della Pala attraverso la parete sud-ovest.
Nel 1911 aveva scalato 192 delle 200 vette dei Monti del Kaiser. Realizzò 45 prime ascensioni nel Wilder Kaiser e molte di queste portano il suo nome. Il suo diario di alpinista comprende 392 scalate, tra cui oltre 50 prime ascensioni. Fu il primo a scalare la cresta del Kopftörl nel Wilder Kaiser nel 1900, dal Kopftörl a est fino all'Ellmauer Halt a ovest. Nell'estate del 1905, Georg Leuchs compì un'audace scalata della Cima della Madonna. Tra i 200 tour conosciuti, fu lui a curare la prima guida sui monti del Kaiser.
Ma non era di casa solo nelle Alpi orientali e occidentali, diede sfogo alla sua sportività anche in Inghilterra, Norvegia, sui monti del Sinai e soprattutto nel Caucaso, dove nel 1903 il triumvirato alpino Ludwig Distel, Leuchs e Hans Pfann attirò l'attenzione del mondo alpinistico con le sue imprese alpinistiche, in particolare la traversata dell'Ushba.
Nel 1907 Leuchs divenne membro della sezione di Monaco di Baviera e appena un anno dopo gli fu assegnato l'incarico di primo segretario, incarico che ricoprì per tredici anni, interrotto solo dal suo lavoro come medico militare durante la prima guerra mondiale. Nel 1921 assunse la guida della sezione, la più antica e grande del Reich tedesco subentrando alla guida di alpinisti come Haushofer, Oberhummer, Penk e Rothpletz. Nei vent'anni in cui guidò la sezione, seppe preservare il prezioso patrimonio della stessa e unirlo alle buone notizie con saggezza e competenza. Sotto la sua guida, il numero già impressionante di rifugi venne ampliato, alla rete di rifugi esistente vennero aggiunte numerose nuove basi, soprattutto rifugi invernali, vennero fondate cinque nuove suddivisioni e vennero promossi l'alpinismo, lo sci alpino e l'escursionismo alpino per i giovani. Leuchs diresse la squadra junior,che costituiva il gruppo centrale dei giovani scalatori di talento. Da questo gruppo emersero, tra gli altri Adolf Göttner, la cui carriera alpinistica terminò sul Nanga Parbat, Ludwig Vörg, il conquistatore della parete nord dell'Eiger, che morì sul fronte orientale nel giugno 1941, Ludwig Schmaderer e Herbert Paidar, che insieme a Ernst Grob realizzarono grandi imprese sull'Himalaya.
La tutela della natura fu sempre al centro delle sue attenzioni, si impegnò nella lotta contro la costruzione delle ferrovie di montagna nel Wetterstein, principale area di attività della sezione. Anche se qui gli fu negato il successo immediato, i suoi sforzi non furono vani, poiché l'opinione pubblica si rese conto dei pericoli che minacciavano il paesaggio alpino da questo versante. Il risultato fu che numerosi altri progetti di ferrovie di montagna emersi per gli altopiani bavaresi furono stroncati sul nascere. Scrisse il secondo volume della "Storia della sezione del Club Alpino di Monaco", Leuchs fornì un quadro chiaro dello sviluppo e della crescita, degli obiettivi, delle lotte e dei successi della sezione nel periodo dal 1900 al 1930. L'opera, compilata con un lavoro di ricerca e con la cura nei dettagli, testimoniò un'esperienza maturata, una profonda competenza e un grande amore per la causa alpina. Dal 1914 al 1920 e dal 1929 al 1932 fu membro del comitato direttivo e quindi della direzione dell'intera associazione alpinistica accademica.

## Carriera alpinistica
- 1899 Prima salita al secondo Watzmann, discesa nella valle Eisbachtal, 2.230 m. (Alpi di Berchtesgaden); Prima salita alla cima sud del Roßkopf, parete ovest "Alter Weg", II, 2.259 m. (Rofan); Prima salita con la traversata dall'Hoher Gaif, 2.288 m. alla cima principale dell'Hochblassen "Blassengrat", III, 2.706 m. (Wetterstein); Prima salita alla parete Wettersteinwand, 2.483 m. Wettersteinspitzen inferiore, 2.152 m. (Wetterstein); Prima salita all'Obere Wettersteinspitze, 2.296 m. traversata di cresta dalla parete Wettersteinwand e alla Untere Wettersteinspitze, 2.152 m. (Wetterstein); Prima salita alla Kleine Halt, parete est "East Face Band", IV, 2.116 m. (Wilder Kaiser); Primo tentativo al Sonneck, parete sud "Vecchia Parete Sud, Leuchs-Führe", III, 450m. 2.261m. (Wilder Kaiser); Primo tentativo al Gamshalt, parete est "Vecchia Via", II, 2.292 m. (Wilder Kaiser);
- 1899 Primo tentativo all'Hintere-Goinger Halt cresta Nnrd, III, 350  km. 2.192 m. (Wilder Kaiser); Salita al Dent du Requin, 3.422 m. (zona del Monte Bianco); Salita all'Aiguilles du Dru tramite la parete sud-ovest, 3.815 m. (zona del Monte Bianco); Primo tentativo senza guida e traversata dell'Aiguilles du Dru, 3.754 m.- Aiguille du Petit Dru, 3.733 m. (zona Monte Bianco);
- 1900 Traversata del Mont Blanc du Tacul, Monte Maudit, cresta nordest del Monte Bianco, Grand Plateau, Grands Mulets dal Col du Midi, 4.807 m. (zona Monte Bianco); Prima traversata del Grundübelhörner, IV, 2098 m. (Alpi di Berchtesgaden);
- 1900 Prima salita al Leuchtturm (quarta torre);  2.275 m. (Wilder Kaiser); Prima salita (in solitaria); dell'Ellmauer Halt via Kopftörlgrat, III, 1400 km. 2.344 m. (Wilder Kaiser);  Prima salita all'Ackerlspitze parete sud, 2.331 m. (Wilder Kaiser); Prima salita del Watzmann attraverso la parete sud, 2.270 m. (Alpi di Berchtesgaden);
- 1900 Prima salita al Watzmann-Mittelspitzen-parete est, Leuchs-Frerichs-Führe e primo inizio nella discesa lungo il versante ovest nella Wimbachtal, 2.713 m. (Alpi di Berchtesgaden); Salita al Mesules cima est, 2.336 m. (Massiccio del Sella); Primo tentativo (in solitaria) al Grosses Mühlsturzhorn parete Sud-Est, IV, 2.234 m. (Alpi di Berchtesgaden); Primo tentativo (in solitaria) al Hochkalter per la "Schöne Wand", 2.607 m. (Alpi di Berchtesgaden); Primo tentativo (in solitaria) al Grundübelturm cresta ovest, IV-, 2.050 m. (Reiteralpe, Alpi di Berchtesgaden);
- 1901 Primo tentativo alla Kleine Halt da nord-est, 2.116 m. (Wilder Kaiser); Primo tentativo al Totenkirchl parete est "Fünfer Weg", III, 2.193 m. (Wilder Kaiser); Prima salita al Totenkirchl-est-nordest-terza terrazza "Leuchs-Christa-Kamin", V-, 130 HM, 2.190 m. (Wilder Kaiser); Prima salita al Mitterkaiser-cima nord-parete sud "Gschwendtner-Leuchs", III-, 120 HM. 1.913 m. (Wilder Kaiser); Prima salita al Mitterkaiser-cima nord-parete nord, III, 800 HM. 1.913 m. (Wilder Kaiser); Prima salita,traversata del Mitterkaiser-cima principale, 2.001 m. alla cima nord, 1.913 m. (Wilder Kaiser); Prima salita, traversata del Mitterkaiser-cima nord-alla Cima Principale, III-, 120 HM. 2.001 m. (Wilder Kaiser); Prima salita al Sonneck-cresta est, III, 260 km. 2.261 m. (Wilder Kaiser); Prima salita al Sonneck-parete sud "Salita Est-Leuchsweg", 2.261 m. (Wilder Kaiser); Prima Salita del Lärchegg (Lärcheggspitze); cresta nord "Variante Leuchs", 21.23 m. (Wilder Kaiser);
- 1901 Prima Salita al Törlwand-cresta nordovest, III, 100 m. 2.197 m. (Wilder Kaiser); Prima Salita al Törleck est, 2.198 m. (Wilder Kaiser); Prima Salita, traversata del Törleck est a Törleck ovest, III, 2.198 m. (Wilder Kaiser);
- 1901 Prima traversata del Törleck ovest al Törleck est Törleck,III, 2.198 m. (Wilder Kaiser); Salita al Törlturm più alto del Griesner Kar, III, 180 HM, 2.191 m. (Wilder Kaiser); Primo attraversamento del Törlturm più alto fino al Törleck orientale, 2.191 m. (Wilder Kaiser); Primo attraversamento del Törlturm-Kreuztörlturm più alto da est a ovest, IV+, 2.191 m. (Wilder Kaiser);
- 1901 Prima ascensione del Törlspitze settentrionale-cresta nord, III, 125 HM, 2.187 m. (Wilder Kaiser); Prima salita, traversata di tutte le Törlspitzen, 2.227 m. (Wilder Kaiser); Prima salita sulla parete nord-ovest del Kleiner Törl "Via normale", II, 50 HM. 2.151 m. (Wilder Kaiser); Prima salita all' Hintere Gamsflucht da Griesschartl "Via normale", 2.140 m. (Wilder Kaiser);
- 1901 Prima salita al BauernPredigtstuhl-Südwestschlucht-Nordostschlucht, 2.119 m. (Wilder Kaiser); Prima salita alla vetta principale del Predigtstuhl-parete est "Alte Ostwand", IV, 450 HM. 2.116 m. (Wilder Kaiser); Prima salita alla Regalpturm da sud-ovest "Leuchsweg", IV-, 2227 m. (Wilder Kaiser); Prima salita al Gamshalt-Nordgrat, III, 2.292 m. (Wilder Kaiser);
- 1901 Prima salita al Kleinkaiserl del Treffauer Lucke, IV-, 120 HM. 2119 m. (Wilder Kaiser); Prima salita (in solitaria) al Törlwand-cresta nord-ovest, 2.198 m. (Wilder Kaiser); Salita del Gruppo Uschba, (Caucaso); Salita all'Uschba-cima nord, 4.698 m e cima sud, 4.737 m. (Caucaso);
- 1902 Prima salita alla Ackerlspitze dalla Kreidegrube, 2.331 m. (Wilder Kaiser); Prima salita all'Ellmauer Halt, direttamente dallo Scharlinger Boden, 2.344 m. (Wilder Kaiser); Prima salita alla Fleischbank-Westwand "Leuchs-Schulze-Führe", 2.187 m. (Wilder Kaiser); Prima salita alla Totenkirchl-Eastwand "Leuchs-Schulze-Weg/Alter Weg", III, 400m. 2.193m. (Wilder Kaiser); Seconda salita alla Totenkirchl-est-Northeastwand "Pfannkamin", IV, 130m. 2. 193m. (Wilder Kaiser); Prima salita all'Ellmauer Halt-Westwand "Leuchsweg", III+, 260 HM. 2.344 m. (Wilder Kaiser); Prima salita al Toblinger Knoten-Westgipfel-Nordseite, III, 2.617 m. (Dolomiti di Sesto); Salita del versante della Marmolada-Punta Penia-sud, 3.343 m. (Dolomiti); Prima salita della Marmolada-Punta Penia-sud "Variante d'uscita dalla seconda terrazza direttamente in vetta", IV+, 3.343 m. (Dolomiti); Quinta salita al Campanile Basso (Guglia di Brenta); "Via normale", IV+/A0, 2.883 m. (Brenta);
- 1903 Prima salita (in solitaria) del Scheffauer-Nordwand "Leuchsweg", II, 110 HM. 2.111 m. (Wilder Kaiser); Primo tentativo sulla parete sud-ovest del Geiselstein in discesa, III grado, 100 m di dislivello, 1.884 m. (Alpi dell'Ammergau); Prima traversata della cima nord dell'Ushba, 4.698 m fino alla cima sud, 4.737 m. del ghiacciaio Ushba, altopiano Ushba, cresta nord, cima nord, cima sud, discesa tramite la cresta sud-ovest "via Schulze" (Caucaso); Primo tentativo sul Bscheduch Tau, 4.371 m. (Caucaso);
- 1904 Primo tentativo (in solitaria)  sullo spigolo sud-est della Piccola Fermeda, grado III-IV, 2.800 m. (gruppo delle Odle, Dolomiti); Primo tentativo sulla parete est della Piccola Fermeda "Leuchs-Führe", V, 2.814 m. (gruppo delle Odle, Dolomiti); Prima salita della cresta sud-est della Piccola Fermeda, 2.814 m. (Dolomiti); prima salita della parete sud della Piccola Fermeda, 2.814 m. (Dolomiti); Prima salita: grande parete sud-ovest e cresta sud-ovest della Fermeda, V-, 2873 m. (Gruppo Odle, Dolomiti); Prima salita (in solitaria) della grande parete nord della Fermeda "Leuchs-Führe", IV, 2.873 m. (Gruppo Odle, Dolomiti); Prima salita della gola della parete sud dell'Ellmauer Halt (parete sud diretta), IV-, 250 m. 2.344 m. (Wilder Kaiser); Prima salita (in solitaria) della parete nord del Maukspitze "Leuchs-Führe", IV, 600 HM. 2.231 m. (Wilder Kaiser);
- 1905 Prima salita (in solitaria) del Cimone della Pala - parete sud-ovest "Leuchs-Führe", IV, 500 HN, 3.184 m. (Pala, Dolomiti);
- 1906 Prima salita del Mangart "Leuchs-Schulze-Weg", 2.677 m. (Alpi Giulie); Prima salita del Wischberg "Leuchs-Schulze-Weg", 2.666 m. (Alpi Giulie);
- 1909 Prima salita del Maukspitze - cresta sud, 2.227 m. (Wilder Kaiser); Prima salita del Trettachspitze - parete est "Leuchsweg" (sentiero a sinistra della gola);, IV+, 450 HM. 2.595 m. (Alpi dell'Algovia); Prima salita all'Ilfenspitze settentrionale, cresta nord, 2.552 m. (Catena montuosa dell'Hornbach, Alpi dell'Algovia); Prima salita del Törlwand, parete sud "Leuchsführe", 2.198 m. (Wilder Kaiser);
- 1910 Prima salita al Jovenspitze dalla Scheiblingsteinkar, 1.892 m, (Wilder Kaiser);
- 1911 Prima salita (in solitaria) del Tuxeck parete sud "Leuchs-Führe", III, 2.225 m. (Wilder Kaiser);
- 1921 Salita all'Hintere Goinger Halt, parete nord-ovest "Leuchs-Führe", 2.195 m. (Wilder Kaiser);  Prima salita al Regalmspitze, parete sud "Sentiero dritto", 2.249 m. (Wilder Kaiser); prima salita al Totenkirchl - cresta sud-est "Variante" (aggirando la Prima torre), 2.193 m. (Wilder Kaiser); prima salita al Griesner Kar dal Lärchegg, 2.123 m. alla Predigtstuhlscharte, (Wilder Kaiser)[1][2][3].